# Sokratis Kokkalis
Sokratis Kokkalis (Grieks: Σωκράτης Κόκκαλης) (Athene, 27 mei 1939) is een Griekse zakenman. Hij is de directeur van Intracom, een groot Grieks telecommunicatiebedrijf. Hij is sinds 1991 eigenaar van het basketbalteam van Olympiakos Piraeus en sinds 1993 ook eigenaar van het voetbalteam van Olympiakos. Hij is ook voorzitter van de Kokkalis Stichting.
Kokkalis' fortuin wordt geschat op 1,2 miljard dollar. In de Forbes lijst van rijkste mensen stond hij in 2001 op de 421ste plaats.
Kokkalis spreekt vloeiend Grieks, Duits, Engels en Russisch. Hij kan ook Roemeens, Italiaans, Bulgaars en heeft enige kennis van het Servisch en Frans.
Hij is met Helena Pharmakis getrouwd.